# Квантовая хромодинамика на решётке
Квантовая хромодинамика на решётке — это квантовая хромодинамика (КХД), формулируемая на дискретной евклидовой пространственно-временной решётке. При таком рассмотрении не вводятся новые параметры или полевые переменные, а значит, КХД на решётке сохраняет фундаментальный характер КХД.
Для КХД на решётке характерны три особых черты. Во-первых, функциональный интеграл становится математически хорошо определённым для всех значений констант связи. Во-вторых, дискретная пространственно-временная решётка выполняет роль непертурбативной регуляризации. Это означает, что для конечных значений устойчивой решётки нет бесконечностей, поскольку обеспечивается так называемая ультрафиолетовое обрезание (cut-off) при π/a, где а — постоянная решётки. Таким образом, используя решёточную регуляризацию можно выполнять привычные пертурбативные расчёты. В-третьих, решёточная КХД может быть смоделирована на компьютере с помощью методов, аналогичных используемым в статистической механике. В настоящее время такие входные параметры симуляций как константа сильного взаимодействия и голые массы кварков берутся из экспериментальных данных.
Такая формулировка была предложена Вильсоном в 1974 году. Важно то, что в этом подходе сохраняется калибровочная инвариантность.

## Основы решёточного формализма для случая калибровочных теорий SU(N)
Рассмотрим d-мерную гиперкубическую решётку {\displaystyle \Lambda \in Z^{d}}, расстояние между узлами которой равно {\displaystyle a}. Без ограничения общности будем считать, что {\displaystyle a=1}. Узлы решётки обозначаются как
{\displaystyle {\vec {x}}=(x_{1},x_{2},...x_{d})\,,}
где {\displaystyle 0\leq x_{i}\leq L-1\,.} Пусть {\displaystyle {\vec {e}}_{\mu }}, {\displaystyle \mu =1,2,...,d} — это единичный вектор по направлению {\displaystyle \mu \,.}
Ребро — это путь, соединяющий два соседних узла на решётке. Ребро {\displaystyle l} полностью определяется положением узла {\displaystyle {\vec {x}}} и вектором {\displaystyle {\vec {e}}_{\mu }}, то есть можно обозначить {\displaystyle l=({\vec {x}},{\vec {e}}_{\mu })}.
Плакет — наименьшая возможная петля на решётке. Плакет {\displaystyle p} полностью определяется положением узла {\displaystyle {\vec {x}}} и векторами {\displaystyle {\vec {e}}_{\mu }} и {\displaystyle {\vec {e}}_{\nu }}, {\displaystyle \mu \neq \nu }, то есть её можно обозначить {\displaystyle p=({\vec {x}},{\vec {e}}_{\mu },{\vec {e}}_{\nu })}. Рассмотрим {\displaystyle SU(N)} калибровочную теорию на решётке. В этом случае фундаментальные степени свободы являются параллельными переносами {\displaystyle U_{\mu }({\vec {x}})}, определёнными на ребрах решётки.
{\displaystyle U_{\mu }\in SU(N)}{\displaystyle U_{\mu }({\vec {x}})}
является элементом калибровочной группы {\displaystyle SU(N)}, он направлен из узла решетки {\displaystyle {\vec {x}}} к узлу {\displaystyle {\vec {x}}+{\vec {e}}_{\mu }}. Соответственно реберная переменная, которая направлена от {\displaystyle {\vec {x}}+{\vec {e}}_{\mu }} к {\displaystyle {\vec {x}}} будет задаваться обратной величиной к {\displaystyle U_{\mu }({\vec {x}})} — {\displaystyle U_{\mu }^{-1}({\vec {x}})} . Отметим, что {\displaystyle U_{\mu }^{-1}({\vec {x}})=U_{\mu }^{\dagger }({\vec {x}})}.
На решётке калибровочное преобразование определяется на узле {\displaystyle {\vec {x}}}. Пусть {\displaystyle \Omega ({\vec {x}})} — локальное калибровочное преобразование. Для него реберные переменные преобразуются следующим образом
{\displaystyle {U_{\mu }^{'}({\vec {x}})}=\Omega ({\vec {x}}){U_{\mu }({\vec {x}})}\Omega ^{\dagger }({\vec {x}}+{\vec {e}}_{\mu })\,.}
Пусть {\displaystyle U_{\mu \nu }({\vec {x}})} — параллельный перенос вокруг задаваемой узлом плакета {\displaystyle {\vec {x}}} и направлениями {\displaystyle {\vec {e}}_{\mu }}, {\displaystyle {\vec {e}}_{\nu }}. Его можно записать следующим образом
{\displaystyle {U_{\mu \nu }^{}({\vec {x}})}=U_{\mu }({\vec {x}}){U_{\nu }({\vec {x}}+{\vec {e}}_{\mu })}U_{\mu }^{\dagger }({\vec {x}}+{\vec {e}}_{\nu })U_{\nu }^{\dagger }({\vec {x}})\,.}
Локальное преобразование {\displaystyle \Omega ({\vec {x}})} меняет {\displaystyle U_{\mu \nu }({\vec {x}})} следующим образом
{\displaystyle {U_{\mu \nu }^{'}({\vec {x}})}=\Omega ({\vec {x}}){U_{\mu \nu }({\vec {x}})}\Omega ^{\dagger }({\vec {x}}+{\vec {e}}_{\mu })\,.}

## Действие в решёточной квантовой хромодинамике и квантование теории
Ключевым понятием в теории поля является действие. Для конструирования действия на решётке пользуются следующими естественными требованиями:
1. Локальность взаимодействия (это позволяет только взаимодействие между ближайшими калибровочными полями)
2. Инвариантность действия по локальным преобразованиям {\displaystyle \Omega ({\vec {x}})}
3. Трансляционная инвариантность
4. Существование наивного континуального предела
5. Простота (в том смысле, что выбирается самое фундаментальное представление калибровочной группы)

Действие, полностью удовлетворяющее этим требованиям, было предложено Вильсоном для {\displaystyle SU(N)} калибровочных теорий на решётках в терминах плакетных переменных:
{\displaystyle S[U]=\beta \sum _{x,\mu <\nu }(1-{\frac {1}{N}}{\text{Tr}}U_{\mu \nu }({\vec {x}}))\,,}
где суммирование идёт по всем плакетам решётки, а β — это обратная голая константа взаимодействия. Матрицы калибровочных полей берутся в фундаментальном представлении группы.
Действие Вильсона является одним из возможных вариантов действия на решётке, наивный континуальный предел которой совпадает с континуальным действием теории Янга — Миллса.
Рассмотрим поля материи на решётке. Это могут быть как скалярные поля (соответствующие, например, полю Хиггса), так и фермионные поля (описывают кварки или лептоны).
Наивная форма решётки для фермионного действия, вытекающая из дискретизации действия Дирака, сталкивается с так называемой проблемой фермионного удвоения. Оказывается, что модель, которая описывается таким действием, удерживает {\displaystyle 2^{4}=16} дираковских частиц (фермионы с двумя зарядами и двумя спиновыми состояниями). Для устранения этой проблемы пользуются двумя более сложными формами действия на решётке: действие Вильсона и действие Когута — Саскинда.
Общая форма фермионного действия Вильсона (цветные и спинорные индексы опущены)
{\displaystyle S_{W}={\frac {1}{2}}\sum _{x,\mu }\sum _{f=1}^{N_{f}}[{\bar {\Psi }}_{f}({\vec {x}})U_{\mu }({\vec {x}})(r-\gamma _{\mu })\Psi _{f}({\vec {x}}+{\vec {e}}_{\mu })+{\bar {\Psi }}_{f}({\vec {x}})U_{\mu }^{\dagger }({\vec {x}}-{\vec {e}}_{\mu })(r+\gamma _{\mu })\Psi _{f}({\vec {x}}-{\vec {e}}_{\mu })]+\sum _{x}\sum _{f=1}^{N_{f}}{\bar {\Psi }}_{f}({\vec {x}})\Gamma _{f}\Psi _{f}({\vec {x}})\,,}
где {\displaystyle \Gamma _{f}=m_{f}-rd}, {\displaystyle m_{f}} — масса фермионного поля, {\displaystyle N_{f}} — количество кварковых ароматов, {\displaystyle r} — параметр Вильсона, позволяющий избежать нежелательных степеней свободы. В оригинальной работе Вильсона {\displaystyle r=1}, однако позже стало ясно что существует более общий случай {\displaystyle r=s\exp(i\phi \gamma _{5})}, {\displaystyle 0\leq s\leq 1}. Наивный континуальный предел приводит к теории массивных фермионов Дирака, связанных с гладким калибровочным полем. Киральная симметрия нарушается для любых возможных {\displaystyle \phi } и {\displaystyle s}, а для {\displaystyle \phi \neq 0} или {\displaystyle \phi \neq \pi } нарушается ещё и CP-симметрия. Действие Когута — Саскинда
{\displaystyle S_{KS}={\frac {1}{2}}\sum _{x,\mu =-d}^{d}\eta _{\mu }({\vec {x}}){\bar {\Psi }}({\vec {x}})U_{\mu }({\vec {x}})\Psi ({\vec {x}}+{\vec {e}}_{\mu })+m\sum _{x}{\bar {\Psi }}({\vec {x}})\Psi ({\vec {x}})}где {\displaystyle \eta _{-\mu }({\vec {x}})=-\eta _{\mu }({\vec {x}})}, {\displaystyle U_{-\mu }({\vec {x}})=U_{\mu }^{\dagger }({\vec {x}}-{\vec {e}}_{\mu })\,.}
Множитель {\displaystyle \eta _{\mu }=(-1)^{x_{1}+x_{2}+...+x_{\mu -1}}} появляется в действии после диагонализации исходного наивного действия по спинорным индексам. Это не единственная возможность для выбора {\displaystyle \eta }, однако именно такой выбор позволяет в континуальном лимите описать массивные фермионы Дирака с четырьмя ароматами. Что касается киральных свойств, то в случае предела с нулевой массой это действие инвариантно относительно глобального {\displaystyle U(N_{f})\otimes U(N_{f})} превращение фермионных полей.
Важным этапом рассмотрения проблем квантовой хромодинамики на решётке является квантование калибровочных полей. В подходе интеграла по траекториям квантование происходит путём функционального интегрирования по всем конфигурациям калибровочных полей. В случае решёточной калибровочной теории вакуумное среднее наблюдаемой величины {\displaystyle O} как функции реберной переменной {\displaystyle U_{\mu }(x)} задан следующим образом:
{\displaystyle \langle O\rangle ={\frac {1}{Z}}\int {\mathcal {D}}[U]O[U]\exp(-S[U])\,,}
где {\displaystyle S[U]} — действие Вильсона, а {\displaystyle Z} — статистическая сумма {\displaystyle Z=\int {\mathcal {D}}[U]\exp(-S[U])}. Интегрирование осуществляется по всем ребрам решётки:
{\displaystyle {\mathcal {D}}[U]=\prod _{x,\mu }dU_{\mu }({\vec {x}})\,.}
Для точного исчисления приведённых в этом подразделе интегралов необходимо указать меру {\displaystyle dU_{\mu }}. Она должна быть калибровочно инвариантна, если квантовые флуктуации не нарушают этот важный принцип. Соответствующей уникальной мерой, удовлетворяющей условию калибровочной инвариантности, является мера Хаара калибровочной группы. Таким образом, калибровочная инвариантность гарантируется мерой Хаара как мерой интегрирования, а также калибровочной инвариантностью действия. Согласно теореме Элицура (Elitzur’s theorem) такая локальная калибровочная инвариантность не может быть нарушена спонтанно. В конечном объёме количество переменных в приведённых функциональных интегралах также конечным. Поскольку пределы интегрирования компактны, данные интегралы хорошо определены без фиксирования калибровки для любого значения константы связи {\displaystyle \beta =1/g^{2}}. Поэтому такие средние дают непертурбативное квантование калибровочных моделей.

## Методы КХД

### Пертурбативная теория
На первый взгляд может показаться, что использование слов «решётка» и «теория возмущений» взаимоисключающие, однако это не так, и пертурбативная теория на решётке переросла в большую и сложившуюся дисциплину. Действительно, существует немало практических применений теории возмущений на решётке, а иногда она даже необходима. Среди них можно выделить определение ренормализационных факторов матричных элементов операторов и ренормализации голых параметров лагранжиана, таких как параметры взаимодействия и массы. Точное знание перенормирования сильного взаимодействия необходимо для параметра {\displaystyle \Lambda } в КХД на решётке, а также для соответствующей ей континуальной {\displaystyle \Lambda _{QCD}}.
К примеру, в квантовой электродинамике параметром пертурбативного разложения является постоянная тонкая структура. {\displaystyle \alpha =e^{2}/4\pi }. В квантовой хромодинамике аналогом электромагнитного заряда является {\displaystyle g}, а мерой взаимодействия является {\displaystyle \alpha _{s}=g^{2}/4\pi } (alpha strong). Из-за наличия цветового заряда глюоны взаимодействуют между собой. Как результат, на расстояниях порядка размеров адронов взаимодействие сильно, и {\displaystyle \alpha _{s}} растёт с увеличением расстояния.
Теория возмущений на самом деле значительно связана с континуальным лимитом дискретных версий КХД. Из-за асимптотической свободы {\displaystyle g\longrightarrow 0} с уменьшением расстояния между кварками, поэтому {\displaystyle \alpha \longrightarrow 0}, а следовательно, {\displaystyle \alpha } может являться параметром разложения.

### Метод Монте Карло
Метод Монте Карло является предпочтительным в вычислениях решёточной КХД. Его идея аналогична статистической механике, ведь генерирует в памяти компьютера наборы калибровочных конфигураций с весами, выраженными экспоненциальным действием интеграла по траектории. Идея базируется на том, чтобы интегрировать не по всем полям, а по нескольким «типичным конфигурациям». Процедура выполняется за счёт применения принципа цепи Маркова для малых взвешенных изменений сохранённой системы.
Для получения результата в непрерывном случае необходимо осуществлять различные экстраполяции, постоянная решётка должна быть устремлена к нулю, а размер решётки — к бесконечности. Также такое моделирование становится значительно сложнее с уменьшением кварковых масс. Метод Монте Карло работает очень хорошо для бозонных полей, однако становится утомительным для фермионов.

### Разложение сильной связи
В приближении сильной связи малым параметром является {\displaystyle 1/g^{2}}. Режимы сильной и слабой связи могут быть разделены одним или несколькими фазовыми переходами, что затрудняет решение задач. Эту проблему можно решить с помощью метода Монте Карло или методом приближения Паде. Посредством этого метода результаты, полученные в разложении сильной связи, экстраполируются на ту область, где становятся справедливыми результаты теории возмущений по малой константы связи.
Отличительной чертой разложения сильной связи является то, что интегрирование по группе даёт ненулевой результат только если каждая ссылка встречается в комбинации, из которой можно сформировать цветной синглет.
Среднее петли Вильсона для действия по плакету по малому β (большому g) можно разложить следующим образом:
{\displaystyle \langle W_{RT}\rangle ={\frac {1}{Z}}\int dUW_{RT}e^{\beta /2N(W_{11}^{+}+W_{11}^{-})}={\frac {1}{Z}}\int dUW_{RT}{\Bigl (}1+\beta /2N(W_{11}^{+}+W_{11}^{-})+...{\Bigr )}\,,}
где {\displaystyle W_{11}^{+},W_{11}^{-}} — две ориентации плакета, а след по цветовым индексам внутри каждой петли не выписан явно. Первый ненулевой вклад в интеграл может быть получен из петли {\displaystyle W_{RT}}, обложенной элементарными плакетами правильной ориентации Каждый такой плакет вносит фактор {\displaystyle \beta /2N} по разложению и множитель {\displaystyle 1/N} по интегрированию. Тогда
{\displaystyle \langle W_{RT}\rangle ={\frac {\beta ^{RT}}{2N^{2}}}{\Bigl (}1+...{\Bigr )}\,.}

### Ренормализационная группа
На уровне древесных диаграмм Фейнмана релятивистская квантовая теория поля хорошо определена и не требует перенормирования. Однако с учётом последующих петлевых поправок появляются разногласия, которые необходимо устранять путём ренормализации. Вообще в таком случае теория зависит от какого-либо параметра обрезания, который нужно убирать с одновременным подстроением голых параметров и сохранением физических величин конечными.
Рассмотрим решёточное обрезание постоянной решётки {\displaystyle a}. Пусть {\displaystyle m_{p}} — масса протона, конечная физическая величина, которая на решётке является априори неизвестной функцией обрезания, голой калибровочной константы взаимодействия и голых масс кварков. При устремлении масс кварков к нулю ожидается, что масса протона будет конечной, поэтому для упрощённого рассмотрения временно пренебрегаем кварковыми массами. Тогда {\displaystyle m_{p}=m_{p}(g,a)}. Считая этот параметр константой во время замены {\displaystyle a} получаем зависимость {\displaystyle g} от {\displaystyle a}:
{\displaystyle a{\frac {d}{da}}m_{p}(g(a),a)=0=a{\frac {\partial }{\partial a}}m_{p}(g,a)+a{\Bigl (}{\frac {dg}{da}}{\Bigr )}{\frac {\partial }{\partial g}}m_{p}(g,a)\,,}
это выражение называется базовым групповым уравнением перенормировки.
Ренормализационная групповая функция:
{\displaystyle \beta (g)=-a{\frac {dg}{da}}=-{\frac {m_{p}(g,a)}{{\frac {\partial }{\partial g}}m_{p}(g,a)}}}
характеризует, как голая константа взаимодействия изменяется в континуальном пределе. Эта функция также называется {\displaystyle \beta } -функция Каллана — Симанзика и важна для построения континуального предела. Более того, точное знание непертурбативной {\displaystyle \beta } -функция является определяющей в этом вопросе. Следует отметить, что это определение не зависит от теории возмущений или каких-либо фиксаций калибровки. Пока известно лишь пертурбативное выражение для {\displaystyle \beta } -функции.
Поскольку перенормировка не обязательна, пока не учитываются квантовые петли, {\displaystyle \beta (g)} уменьшается как {\displaystyle g^{3}} при {\displaystyle g\longrightarrow 0}. Пертурбативные коэффициенты из асимптотического ряда
{\displaystyle \beta (g)=\beta _{0}g^{3}+\beta _{1}g^{5}+...\,.}
В своё время был рассчитан коэффициент {\displaystyle \beta _{0}} для неабелевых калибровочных теорий:
{\displaystyle \beta _{0}=-{\frac {1}{16\pi ^{2}}}{\Bigl (}11N/3-2N_{f}/3{\Bigr )}\,,}
где калибровочная группа является {\displaystyle SU(N)}, а {\displaystyle N_{f}} обозначает количество видов фермионов.
Также был определён петлевой вклад:
{\displaystyle \beta _{1}=-{\biggl (}{\frac {1}{16\pi ^{2}}}{\biggr )}^{2}{\Bigl (}34N^{2}/3-10NN_{f}/3-N_{f}(N^{2}-1)/N{\biggr )}\,.}
В общем, бета-функция зависит от используемой схемы перенормирки. Например, она может зависеть от того, какая физическая величина установлена за константу, а также от того, параметра обрезания. Важным свойством бета-функции является то, что рассмотрены коэффициенты {\displaystyle \beta _{0}} и {\displaystyle \beta _{1}} являются универсальными.
Поскольку {\displaystyle \beta } -функция является отрицательной для малых значений константы связи, то {\displaystyle g\longrightarrow 0} тогда, когда постоянная решётка также стремится к нулю. Это утверждение соответствует асимптотической свободе. Интегрируя {\displaystyle \beta (g)\thickapprox \beta _{0}g^{3}} можно получить следующую связь между голой константой связи {\displaystyle g} и постоянной решётки {\displaystyle a}:
{\displaystyle a(g)={\frac {1}{\Lambda _{L}}}\exp {\Bigl (}-{\frac {8\pi ^{2}}{bg^{2}}}{\Bigr )}\,,}
где {\displaystyle b={\Bigl (}11N/3-2N_{f}/3{\Bigr )}}, а {\displaystyle \Lambda _{L}} — постоянная интегрирования, имеющая размерность массы.
Для первых двух слагаемых {\displaystyle \beta }-функции и случая чистой калибровочной КХД ({\displaystyle N_{c}=3,N_{f}=0}) можно получить следующий результат:
{\displaystyle \beta \thickapprox -{\frac {11}{16\pi ^{2}}}g^{3}-{\frac {102}{(16\pi ^{2})^{2}}}g^{5}\,,}
{\displaystyle a(g)={\frac {1}{\Lambda _{L}}}{\biggl (}{\frac {11}{16\pi ^{2}}}g^{2}{\biggr )}^{-51/121}\exp(-{\frac {8\pi ^{2}}{11g^{2}}})\,.}
Эти два выражения также часто называют законом скейлинга, поскольку они дают информацию о поведении голой константы связи при {\displaystyle a}, стремящейся к нулю.

## Проблемы сильных взаимодействий
Для того чтобы квантовая хромодинамика описывала сильное взаимодействие, она должна обладать тремя следующими чертами, каждая из которых значительно отличается от случая классической теории.

### Массы адронов
Удивительным фактом, который проявляется при кварковом рассмотрении материи является то, что массы кварков (составных адронов) в сумме составляют только {\displaystyle 0.2\%} массы протона/нейтрона:
{\displaystyle m_{u}=2.3{\textrm {MeV}},\,m_{d}=4.8{\textrm {MeV}},\,m_{p}=938{\textrm {MeV}}\,.}
Рассмотрим следующие преобразования кварковых полей:
{\displaystyle U(N_{f})\times U(N_{f})=SU_{L}(N_{f})\times SU_{R}(N_{f})\times U_{V}(1)\times U_{A}(1)\,.}
Киральные повороты, действующие на {\displaystyle \Psi _{L,R}^{f}={\frac {1\pm \gamma _{5}}{2}}\Psi ^{f}}, оставляют кинетическую часть лагранжиана КХД инвариантной. Массовое слагаемое явно нарушает эту симметрию. Однако, поскольку массы {\displaystyle u} и {\displaystyle d} кварков очень малы, этим явным нарушением можно пренебречь в первом приближении в теории с двумя или даже тремя самыми лёгкими ароматами.
Главным предположением является то, что КХД присуще спонтанное нарушение симметрии.
Параметр порядка этого нарушения называется кварковым конденсатом:
{\displaystyle \sigma =\sum _{i=1}^{N_{c}}{\bar {\Psi }}_{i}^{f}\Psi _{i}^{f}\,.}
Если {\displaystyle \sigma \neq 0}, то полученная эффективная теория связанных адронных состояний в КХД имеет массовый член как для мезонов, так и барионов. Такая эффективная теория может быть вычислена только в приближении сильного взаимодействия.
Проблема заключается в конструировании оператора, который бы давал правильные адронные массы. Таким оператором является {\displaystyle O(t,x)}, что скомпонован из кварковых полей {\displaystyle \Psi _{f}^{a}}, гамма матриц {\displaystyle \gamma } и групповых матриц, чтобы формировать состояние без цвета с необходимыми квантовыми числами и симметричными свойствами. Массы адронов можно вычислить с помощью двухточечной корреляционной функции:
{\displaystyle \langle O(t_{1},x)O(t_{2},x)\rangle _{c}\backsim \sum _{n}C_{n}\exp ^{-m_{n}|t_{1}-t_{2}|}\,.}
Даже если такие операторы окажутся локальными (чего не бывает для реальных адронов), то благодаря универсальности их корреляции будут вести себя так, как точные адронные корреляции при континуальном пределе.

### Конфайнмент
Свободные кварки никогда не наблюдались в эксперименте. Явление, которое делает невозможным наблюдение свободных кварков при нормальных условиях, называется конфайнментом. Считается, что кварки постоянно существуют внутри адронов, а КХД может объяснить это свойство посредством сильного взаимодействия.
Доказательство конфайнмента и объяснение его механизма в рамках КХД является одним из самых больших испытаний для теоретиков, работающих в этой области.

### Массовая щель
Из экспериментов известно, что сильное взаимодействие является короткодействующим. Если это взаимодействие может быть объяснено калибровочной теорией, это означает, что калибровочные бозоны должны быть массивными. Однако массовое слагаемое не может быть включено в классический Лагранжиан, поскольку это разрушит калибровочную инвариантность. Это значит, что массовая щель должна каким-либо образом возникать в квантовой теории.
Эта проблема получила название «Проблема существования теории Янга — Миллса и массовой щели» и она является одной из семи так называемых «Проблем тысячелетия». Точная формулировка следующая:
Доказать, что нетривиальная квантовая теория Янга — Миллса существует на пространстве {\displaystyle R^{4}} для любой простой компактной калибровочной группы {\displaystyle G} и имеет ненулевую массовую щель ({\displaystyle \Delta >0}).